# 기타이야마역
기타이야마역(일본어: 北飯山駅)은 일본 나가노현 이야마시에 위치한 동일본 여객철도 이야마 선의 철도역이다. 단선 승강장 1면 1선의 구조를 갖춘 지상역이다.

## 이용 현황
| 승차 인원 추이 | 승차 인원 추이 |
| 연도           | 1일 평균       |
| -------------- | -------------- |
| 2009           | 296            |
| 2010           | 282            |
| 2011           | 254            |

## 역 주변
- 국도 제117호선 · 국도 제292호선
- 지쿠마강
- 이야마성

## 역사
- 1923년 7월 6일 : 이야마 철도의 정류소로서 개업.
- 1941년 9월 9일 : 정류소로부터 역으로 승격.
- 1944년 6월 1일 : 국유화에 의해, 국철 이야마 선의 역이 됨.
- 1982년 11월 1일 : 간이 위탁화.
- 1987년 4월 1일 : 일본국유철도 분할 민영화에 의해, 동일본 여객철도가 승계.
- 1991년 4월 이후로 시기 불명 : 간이 위탁 종료.
- 2001년 10월 : 역사 개축.

## 인접 역
| 동일본 여객철도 이야마 선   | 동일본 여객철도 이야마 선 | 동일본 여객철도 이야마 선        |
| --------------------------- | ------------------------- | -------------------------------- |
| 이야마 나가노 · 도요노 방면 | ■ 이야마 선               | 시나노타이라 에치고카와구치 방면 |